# Asi Levi
Osnat "Asi" Levi (en hebreo: אסי לוי‎; nacida el 28 de septiembre de 1969) es una actriz ganadora del Premio de la Academia de Cine Israelí.

## Carrera
Levi asistió y se graduó en la Escuela de Actuación Yoram Levinstein en el sur de Tel Aviv.
Las primeras apariciones de Levi incluyen películas como HaShiva (1995), Kesher Ir (1998) y HaBoleshet Hokeret (2000), junto a Moshe Ivgy  Por los dos últimos recibió un Premio de la Academia de Cine Israelí a la Mejor Actriz de Reparto. También ha aparecido en varios programas de televisión, incluidos Cafe Paris y HaBurginim.
En 2004, interpretó el papel principal en la película Avanim de Raphael Nadjari, que se presentó en el Festival Internacional de Cine de Berlín como Panorama: Presentación Especial, y también ganó varios premios en toda Europa, incluido el de Mejor Película en el Cinema Tout Ecran en Ginebra.
Su aparición más conocida fue en Aviva Ahuvati, una película de 2006 de Shemi Zarhin, en la que interpretó el papel principal. La película se hizo popular en Israel y le valió a Levi un reconocimiento significativamente más amplio, así como su tercer Premio de la Academia de Cine Israelí, esta vez a la Mejor Actriz. En 2008, Levi apareció en la serie de televisión israelí BeTipul.
En 2017 apareció en la película Ga'agua de Savi Gabizon.

## Vida personal
Levi tiene dos hijas con su exmarido Yaniv Kaufman. Actualmente, mantiene una relación con la bailarina Tamar Shelef.